# Ypsolopha costibasella
Ypsolopha costibasella is een vlinder uit de familie van de spitskopmotten (Ypsolophidae). De wetenschappelijke naam van de soort is voor het eerst geldig gepubliceerd in 1939 door Caradja.
De soort komt voor in China en het uiterste oosten van Rusland.